# 판지구

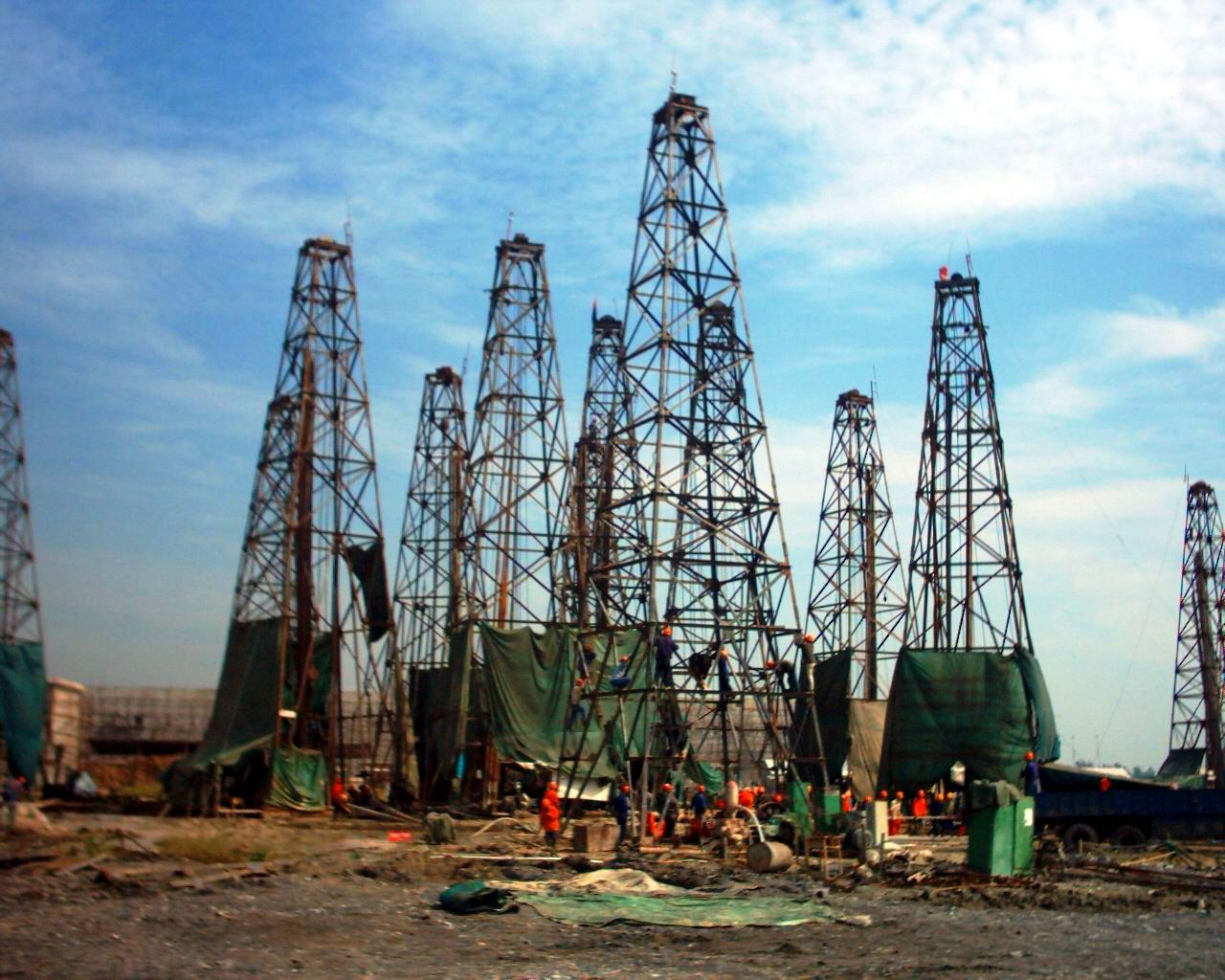

판지구(한국어: 반집구, 중국어: 潘集区, 병음: Pānjí Qū)는 중화인민공화국 안후이성 화이난 시의 현급 행정구역이다. 넓이는 607km2이고, 인구는 2007년 기준으로 440,000명이다.

## 행정 구역
1개 가도, 5개 진, 4개 향, 1개 민족향을 관할한다.
- 가도: 袁庄街道.
- 진: 高皇镇, 芦集镇, 平圩镇, 泥河镇, 潘集镇.
- 향: 夹沟乡, 架河乡, 贺疃乡, 祁集乡.
- 민족향: 古沟回族乡.